# البودران (بني ادريس)
البودران هو دُوَّار يقع بجماعة بو جديان، إقليم العرائش، جهة طنجة تطوان الحسيمة في المملكة المغربية. ينتمي الدوّار لمشيخة بني ادريس التي تضم 14 دوار. يقدر عدد سكانه بـ 488 نسمة حسب الإحصاء الرسمي للسكان والسكنى لسنة 2004.

## روابط خارجية
- البوابة الوطنية للجماعات الترابية
- المندوبية السامية للتخطيط